# Episodi de Il nostro amico Charly (quarta stagione)
La quarta stagione della serie televisiva Il nostro amico Charly è composta da 17 episodi, andati in onda su ZDF dal 20 dicembre 1998.
| nº | Titolo originale          | Titolo in italiano                        | Prima TV Germania | Prima TV Italia |
| -- | ------------------------- | ----------------------------------------- | ----------------- | --------------- |
| 1  | Ferien im Traumhotel      | In vacanza con Charly - Rapina in albergo |                   |                 |
| 2  | Der doppelte Charly       | Charly e Pavarotti                        |                   |                 |
| 3  | Hausbesuch                | Caccia al coccodrillo                     |                   |                 |
| 4  | Erste Liebe               | Primo amore                               |                   |                 |
| 5  | Hochzeitstag              | Anniversario di matrimonio                |                   |                 |
| 6  | Wolken über den Bergen    | Nuvole sulle montagne                     |                   |                 |
| 7  | Der letzte Weg            | Addio Philipp                             |                   |                 |
| 8  | Überraschungen            | Un nuovo inizio                           |                   |                 |
| 9  | Sieg der Wahrheit         | La verità vince sempre                    |                   |                 |
| 10 | Fahrerflucht              | Il pirata della strada                    |                   |                 |
| 11 | Verschüttet               | Intrappolati                              |                   |                 |
| 12 | Jagdtrophäen              | L'imbalsamatore                           |                   |                 |
| 13 | Charly und die Tiernapper | Rapitori di animali                       |                   |                 |
| 14 | Charly und der Affengott  | La scimmia sacra                          |                   |                 |
| 15 | Heimlichkeiten            | Charly pompiere                           |                   |                 |
| 16 | Zarte Bande               | Amori rivelati                            |                   |                 |